# Обухов, Алексей Иванович
Алексей Иванович Обухов (род. в 1939 году, Долгово Земетчинского района Пензенской области) — бригадир горнорабочих очистного забоя шахты «Анадырская» производственного объединения «Северовостокуголь» Министерства угольной промышленности СССР, Чукотский автономный округ Магаданской области. Герой Социалистического Труда (29.04.1986). Почётный шахтёр СССР.

## Биография
Родился в 1939 году в селе Богоявленское (с 1963 года — Долгово) Земетчинского района Пензенской области. Русский.
В Иркутской области закончил Черемховскую горнопромышленную школу по квалификации навалоотбойщика. Работал на шахте в Черемхово. На Север приехал трудиться на шахту «Анадырская» в посёлке Угольные Копи Анадырского района Чукотского национального (с 1980 года — автономного) округа (до 1992 года в составе Магаданской области).
В 1968 году стал бригадиром. Его бригада первой на Северо-Востоке страны освоила новый механизированный угледобывающий комплекс. Коллектив постоянно совершенствовал механизм хозяйствования, шахтёры 13 раз подтверждали высокое звание бригады коммунистического труда. За высокие трудовые достижения по итогам восьмой пятилетки (1966—1970) награждён орденом Ленина, а по итогам девятой пятилетки (1971—1975) — орденом Октябрьской Революции. В 1977 году бригада Обухова стала победителем отраслевого социалистического соревнования и завоевала призовое место среди родственных коллективов Министерства угольной промышленности СССР.
Указом Президиума Верховного Совета СССР от 29 апреля 1986 года за выдающиеся производственные достижения, досрочное выполнение заданий одиннадцатой пятилетки и социалистических обязательств по добыче угля и проявленный трудовой героизм Обухову Алексею Ивановичу присвоено звание Героя Социалистического Труда с вручением ордена Ленина и золотой медали.
Делегат XVII съезда профсоюзов СССР (1982).
С 1990 года — персональный пенсионер союзного значения.
Живёт в Анадырском районе Чукотского автономного округа.
Почётный шахтёр.

## Награды
- Золотая медаль «Серп и Молот»(29 апреля 1986)
- Орден Ленина (30 марта 1971)
- Орден Ленина (29 апреля 1986)
- Орден Октябрьской Революции (5 марта 1976)

- Медаль «В ознаменование 100-летия со дня рождения Владимира Ильича Ленина»(6 апреля 1970)
- Медаль «За трудовое отличие»
- Медаль «Ветеран труда»
- Знак «Шахтёрская слава» трёх степеней;
- знак «Победитель социалистического соревнования МУП СССР»;
- Почётный шахтёр СССР;
- Почётный механизатор угольной промышленности СССР и Мастер-механизатор угольной промышленности;